# Esbjerg
 Denne artikel handler om selve byen Esbjerg. Ordet Esbjerg bruges ofte også som en kort betegnelse for Esbjerg Kommune.
Esbjerg er Danmarks femtestørste by med 71.554 indbyggere  (2025) og ligger i Sydvestjylland. Den er desuden hovedby for Esbjerg kommune og det vestlige Jyllands største byområde med direkte forbindelse til Kolding og Odense via motorvej E20 og jernbanen.
Havnen er drivkraften i Esbjerg, og de mange offshore-aktiviteter er den største faktor. Desuden fungerer Esbjerg Havn som færgehavn og udskibningshavn for leverancerne til Horns Rev Havmøllepark. Byen har engang været Danmarks største fiskerihavn.
Nordøst for byen ligger Esbjerg Lufthavn.
Esbjerg er inden for sport især kendt for sin traditionsrige fodboldklub EfB og Ishockeyklub Esbjerg Energy, der spiller deres hjemmekampe på Blue Water Arena og i Granly Hockey Arena.
Indenfor kultur har Esbjerg fra 1991 til 2018 været hjemsted for Esbjerg Rock Festival i Vognsbølparken og Musikhuset Esbjerg (designet af Jørn og Jan Utzon)..

## Historie
Esbjerg er opstået omkring den havn, som staten fra 1868 byggede som erstatning for havnene i Altona og Husum, der havde været det danske monarkis vigtigste nordsøhavne, men som var gået tabt ved hertugdømmernes afståelse i 1864 ved afslutningen på 2. Slesvigske Krig. Før denne tid var området en øde og forladt egn. Man havde også set på Hjerting som en mulig ny havn.

### Baggrund
Esbjerg havde i 1800 20 indbyggere, i 1840 13 indbyggere, i 1860 30 indbyggere.
I 1860 lå ved Esbjerg Kleve (navnet kommer måske af "æs" i betydningen fiskemadding (svarende til Esrum Sø) eller af "ese", i betydningen løftes, hæve sig) i Jerne Sogn to gårde, og stedet havde 30 indbyggere. Nu er der ikke meget af skrænten at se: en del styrtede ned ved storm i 1881 og 1882, og resten er omtrent blevet slugt af havneanlæggene. Fra begyndelsen bestod befolkningen kun af ingeniørerne og deres assistenter samt den skiftende arbejderskare, men snart begyndte nybyggerne at indfinde sig: den første var smedemester Frants Møller, hvis forretning udviklede sig til et stort jernstøberi og maskinværksted (Jensen & Olsen), og efterhånden som anlægget skred frem, pulserede livet stærkere og stærkere: "Husene voksede op som Paddehatte", den ene store forretning efter den anden grundlagdes, mange rigtignok for snart igen at forsvinde, men en del slog også varig rod, og udviklingen foregik i det hele efter en for danske forhold ukendt målestok og blev i samtiden sammenlignet med byudviklingen i USA.
I 1875 havde byen ifølge en folketælling i oktober 1.006 indbyggere. Af de optalte indbyggere var ankommet 30 i 1868, 134 i 1869, 83 i 1870, 57 i 1871, 63 i 1872, 90 i 1873, 204 i 1874 og 342 i 1875. På samme tid var byens eneste industri et skibsbyggeri.
I 1874 fik man jernbaneforbindelse til Fredericia og Varde, hvilket hurtigt fik byen til at udvikle sig. Allerede i 1870 kom den første byplan, der skulle sørge for, at den hastige vækst blev styret nogenlunde. Byplanen var tegnet af landinspektør Wilkens og bestod af et tilnærmet rektangulært gadenet i tilknytning til den nye dokhavn, hvis anlæg blev startet i 1868. I takt med byens hastige vækst blev gadenettet udvidet efter samme princip, så byen omkring århundredeskiftet bestod at et omfattende rektangulært gadenet, til dels tilpasset landskabet.

### Udviklingen frem til 1. verdenskrig
Esbjerg udvikledes sig hurtigt. Der oprettedes den ene institution efter den anden, således lodsstation og toldsted (med kreditoplag 1890, frilager 1900) samt jernbanestation 1874, postekspedition 1875, telegrafstation og apotek 1883. Byen fik kirke 1887, egen præst 1891, distriktslæge og herredsfoged 1893, kommunalt selvstyre pr. 1. januar 1894, idet den udskiltes af Jerne Sogn og endelig blev den ved lov af 19. marts 1898 ophøjet til købstad fra 1. januar 1899. To år før var et af Esbjergs større vartegn, Vandtårnet, blevet bygget efter tysk forbillede.

#### Havnen
Havnen blev anlagt ifølge Lov af 24. april 1868 (efter, at flere steder for dens beliggenhed som Ribe, Hjerting, Skallingen og Ringkøbing havde været på tale) for at skaffe Nørrejylland en udførselshavn, da Sønderjylland var gået tabt i 1864, og landets produkter, navnlig kreaturer, for en stor del måtte udføres over marsken og Hamborg for at finde vej til England.
Det første anlæg, der lededes af ingeniørerne Carlé (til 1872) og E. Petersen (forarbejderne var dog gjort af C.G. Bruun), bestod væsentlig af en ca. 5 ha stor dokhavn, kostede ca. ½ mio. kr og skulle efter bestemmelsen være færdig til januar 1871, men åbnedes først i august 1874, og den 20. august 1878 var havnen fuldendt med en dybde af 4½ m i forhavnen og 4 m i dokhavnen. Men da var man allerede gået i gang med nye arbejder som forlængelse af den nordre mole og uddybning af dokhavnen og havnerenden, hvilke var tilendebragte i begyndelsen af 1881, og anlægget stod da i næsten 2 mio. kr. De afsluttende arbejder viste sig imidlertid snart utilstrækkelige, blandt andet måtte dokhavnen have samme dybde som forhavnen, og 1886-1888 anlagdes en ny forhavn (vandbygningsdirektør V. Kolderup-Rosenvinge), lige som en 4 m dyb fiskerihavn, og der foretoges en ombygning af dokhavnens sluser, svære jernporte, der åbner sig indad og således giver vandet adgang i flodtiden, mens de holder det tilbage i ebbetiden (flodskiftet er ca. 1½ m). Senere blev der stadig foretaget nye ombygninger og udvidelser; således blev i finansårene 1895-96 og 1899-1900 dokhavnen forbedret ved ombygning af slusen, uddybning til 6 m og nye kajer samt en mindre ophalingsbedding, og samtidig uddybedes den søndre forhavn til 6 m, og 1901-02 anlagdes en ny fiskerihavn vest for dokhavnen med 4 ophalingsbeddinger. Ved alle disse arbejder kom havnen til at stå i ca. 5½ mio. kr. Endelig påbegyndtes der ved Lov af 4. maj 1907 nye betydelige udvidelser mod nord med en indtil 5,7 m dyb fiskerihavn og en trafikhavn mellem denne og de tidligere anlæg, alt beregnet til ca. 4 mio. kr og væsentlig afsluttet 1914. Af bygninger på havneterrainet fremkom foruden en toldkammerbygning, administrationsbygningen, Det forenede Dampskibsselskabs kontorbygning, et silopakhus og Statens Eksportslagteri og fiskepakhuse.
I tilknytning til havnen anlagdes en rednings- og stormvarselsstation. Samme år, som havnen åbnedes, 1874, begyndte regelmæssig dampskibsfart på London (Thameshaven), i 1875 kom der regelmæssig forbindelse med Newcastle, og i 1888 udvidedes farten til Parkestone og Hull, alt med understøttelse af staten besørget af Det forenede Dampskibsselskab. Havnen blev derved en af landets største udførselshavne, og den stod kun tilbage for København og Aarhus. Der udførtes navnlig kvæg, flæsk, kød, smør, æg og fisk, især til England; men også indførslen steg år for år, især af kul, salt, gødning, foderstoffer, sukker og petroleum. Havnens betydning forøgedes meget betydeligt ved den omstændighed, at den vanskeligt fryser til endog i de strenge isvintre, når landets fleste havne er utilgængelige. Af udførslen i 1913 nævnes: ca. 98,7 mio. kg flæsk, 34,3 mio. kg smør, 10.300 stk hornkvæg (1912: ca. 20.000) og 9,6 mio. snese æg. Toldindtægterne var samme år 447.200 kr. I 1910 indkom 868 skibe (deraf 702 dampskibe) med i alt 184.108 t gods, hvoraf 767 i udenrigsk fart med 130.182 t, og udgik 871 skibe (deraf 704 dampskibe) med 159.564 t gods, deraf i udenrigsk fart 790 skibe med 158.632 t. Samme år var toldstedets handelsflaade 155 skibe med i alt 23.401 t drægtighed, deraf var 41 dampskibe med 21.514 t drægtighed og 104 motorskibe med 1.527 t drægtighed, desuden 33 mindre fartøjer på under 4 t.

#### Fiskeri
Ifølge fiskeriberetningen var der 1901 i tolddistriktet 403 fiskere, som med 1 damper, 11 kuttere, 42 dæksbåde og 80 mindre både fiskede for en værdi af 506.237 kr., næsten udelukkende rødspætter og kuller.

#### Industrier m.m.
Navnlig i de par årtier lige før og efter århundredeskiftet opstod særdeles mange store handelsforetagender og industrielle anlæg, således flere store margarinefabrikker, smør- og æggepakkerier, møllerier, 1 brød- og gærfabrik, 1 bayersk- og hvidtølbryggeri, 1 spritfabrik, 1 andelsmejeri, flere store slagterier, deriblandt Esbjerg Svineslagteri og Statens Eksportslagteri, 1 tarmrenseri, 1 fiskerøgeri, cinders- og koksfabrikker, soda- og sæbefabrikker, 1 tobaksfabrik, 1 eddikebryggeri, 1 uldspinderi, 1 klæde- og uldvarefabrik, jersey- og normalfabrik, flere store maskinfabrikker, 1 rebslageri og sejlmageri, savskærerier, 1 korkvarefabrik, teglværker, 1 cementvarefabrik, 1 skotøjsfabrik, 1 sukkervarefabrik, 1 petroleumsaftapningsanstalt, garveri, flere store rederier med mere.

#### Banker
Af pengeinstitutter nævnes Esbjerg-Fanø Bank, oprettet 1892, Handelsbanken, oprettet 1896, fra 1898 filial af Handelsbanken i København, og en filial af Varde Bank.

#### Befolkningsudviklingen
Frem til 1. verdenskrig var befolkningsudviklingen i Esbjerg købstad følgende: 30 indbyggere i 1860, 460 i 1870, 1.529 i 1880, 4.111 i 1890, 13.355 i 1901, 15.665 i 1906, 18.208 i 1911 og 18.925 i 1916. Allerede i begyndelsen af århundredet var der imidlertid sket en begyndende udvikling af forstæder i Jerne Sogn: Boldesager havde i 1906 517, i 1911 840 og i 1916 1.019 indbyggere, Jerne by havde i 1906 428 og i 1911 518 indbyggere, og Frederiksberg havde i 1911 336 og i 1916 322 indbyggere således, at indbyggertallet for hele byen inklusive forstæder var i 1911 19.384 indbyggere og i 1916 20.266 indbyggere.
I henhold til en opgørelse var næringsfordelingen i 1890 i Esbjerg følgende: 399 ernærede sig af immateriel virksomhed, 57 af jordbrug, 9 af gartneri, 138 af fiskeri, 2.243 af håndværk og industri, 654 af handel og omsætning, 223 af søfart, 325 af daglejervirksomhed, 49 af formue og 14 ved almisse.
I henhold til en opgørelse var næringsfordelingen i 1906 i Esbjerg købstad følgende: 846 ernærede sig af immateriel virksomhed, 234 af landbrug, skovbrug og mejeri, 813 af fiskeri, 7.080 af håndværk og industri, 2.528 af handel og omsætning, 3.206 af samfærdsel, 265 levede af egne midler, 355 levede af offentlig understøttelse inkl. pension, 338 havde ikke angivet indkomstkilde.

### Mellemkrigstiden

#### Havnens udvikling
I mellemkrigstiden udviklede Esbjerg sig til landets vigtigste eksporthavn for varer. Havnens import og eksport var altovervejende forbundet med handel på udlandet, men transport til og fra andre danske havne var helt marginal. Havnens bagland omfattede det meste af Jylland og Fyn. Dette gjaldt fx eksporten af kød og flæsk, som blev transporteret med jernbane fra Odense, Vendsyssel via Aalborg, Randers og ad den jyske diagonalbane samt fra Struer via Holstebro og ad den nordjyske længdebane til Esbjerg; også fra Viborg via banen til Skjern blev transporteret mindre mængder. Æg fulgte de samme ruter, mens smøreksporten kun skete fra hele Jylland. Esbjergs bagland for importeret kul og koks var betydeligt mindre: hovedmængderne gik til Ribe, Bramming, Varde og Skjern, mens mindre mængder nåede.steder mellem Ribe og Tønder, Vejen, Kolding, Ringkøbing og Holstebro, men de fjerneste områder mistede efterhånden betydning.
Esbjergs betydning som eksporthavn afspejles ved, at ca. 69,0 % af Danmarsk flæskeeksport, 44,5 % af smøreksporten, 48,0 % af ægeksporten og 54,4 % af fiskeeksporten gik over Esbjerg havn. Eksporten via Esbjerg udgjorde i 1938-39 125.807 ton flæsk, 69.056 ton smør, 48.245 ton æg, 30.780 ton fisk

#### Fiskeri
I mellemkrigstiden havde Esbjerg udviklet sig til Danmarks vigtigste fiskerihavn med en samlet værdi af fangsten på 7,5 mio. kr for årene 1935-38 mod 2,5 mio. kr i Skagen, 2,3 mio. kr i Tyborøn , 1,6 mio. kr i Frederikshavn, mens alle andre havne lå under 1 mio. kr. Den samlede fangstværdi udgjorde for hele Danmark 42,7 mio. kr, dvs. Esbjergs andel udgjorde 17,6%. Fangstmængderne udviste dog store udsving fra år til år.

#### Befolkningsudviklingen
Gennem mellemkrigstiden var Esbjergs indbyggertal stigende: i 1916 18.925, i 1921 21.251, i 1925 24.131, i 1930 27.405, i 1935 30.714, i 1940 33.155 indbyggere. Samtidig voksede forstadsbebyggelser frem i Jerne Kommune og efterhånden også Guldager Sogn.
| År                                  | 1916   | 1921   | 1925   | 1930   | 1935   | 1940   |
| ----------------------------------- | ------ | ------ | ------ | ------ | ------ | ------ |
| Esbjerg købstad                     | 18.925 | 21.251 | 24.131 | 27.405 | 30.714 | 33.155 |
| Boldesager by i Jerne Kommune       | 1.019  | 1.134  | 1.555  | 1.816  | 1.722  | 1.745  |
| Frederiksberg i Jerne Kommune       | 322    | 344    | *      | 315    | 331    | 279    |
| Jerne by i Jerne Kommune            | 649    | 992    | 1.498  | 1.822  | 1.603  | 1.517  |
| Gammelby i Jerne Kommune            | -      | 394    | 665    | 932    | 1.028  | 1.107  |
| Højvang-Spangsbjerg i Jerne Kommune | -      | -      | -      | 318    | 197    | 238    |
| Strandvejen i Guldager Sogn         | -      | -      | -      | -      | 386    | 440    |
| Esbjerg med forstæder               | 20.915 | 24.115 | 27.849 | 32.608 | 35.981 | 38.481 |

Note: * = opgjort under Jerne
Ved folketællingen i 1930 havde Esbjerg 27.405 indbyggere, heraf ernærede 1.610 sig ved immateriel virksomhed, 8.854 ved håndværk og industri, 4.968 ved handel mm, 4.739 ved samfærdsel, 2.863 ved landbrug, skovbrug og fiskeri, 1.976 ved husgerning, 2.162 var ude af erhverv og 233 havde ikke oplyst indkomstkilde.
| Næringsveje                         | Landbrug m.v. | Håndværk, industri | Handel og omsætning | Transport | Immateriel virksomhed | Hus- gerning | Ude af erhverv | Uangivet | I alt  |
| ----------------------------------- | ------------- | ------------------ | ------------------- | --------- | --------------------- | ------------ | -------------- | -------- | ------ |
| Esbjerg købstad                     | 2.863         | 8.854              | 4.968               | 4.739     | 1.610                 | 1.976        | 2.162          | 233      | 27.405 |
| Boldesager i Jerne Kommune          | 242           | 625                | 202                 | 408       | 92                    | 119          | 96             | 32       | 1.816  |
| Frederiksberg i Jerne Kommune       | 35            | 142                | 34                  | 73        | 8                     | 15           | 7              | 1        | 315    |
| Gammelby i Jerne Kommune            | 92            | 373                | 108                 | 265       | 9                     | 39           | 45             | 1        | 932    |
| Jerne by i Jerne Kommune            | 121           | 792                | 228                 | 337       | 69                    | 100          | 160            | 15       | 1.822  |
| Højvang-Spangsbjerg i Jerne Kommune | 58            | 110                | 13                  | 97        | 0                     | 16           | 24             | 0        | 318    |
| Esbjerg med forstæder               | 3.411         | 10.896             | 5.553               | 5.919     | 1.788                 | 2.265        | 2.494          | 282      | 32.608 |

### Efterkrigstiden
Efter 2. verdenskrig fortsatte Esbjerg sin befolkningsvækst. I 1945 boede der 43.241 indbyggere i købstaden, i 1950 48.205 indbyggere, i 1955 50.921 indbyggere, i 1960 55.171 indbyggere og i 1965 55.882 indbyggere. De ældre forstæder i Jerne Kommune blev indlemmet i købstaden allerede 1. april 1945, men samtidig udviklede forstadsområderne sig i Guldager Kommune (Strandvejen og Sæding by). og nye forstæder kom til i Brøndum Kommune (Spangsbjerg og Gjesing by).
| År                                          | 1945   | 1950   | 1955   | 1960   | 1965   |
| ------------------------------------------- | ------ | ------ | ------ | ------ | ------ |
| Esbjerg købstad                             | 43.241 | 48.205 | 50.921 | 55.171 | 55.882 |
| Strandvejen og Sæding by i Guldager Kommune | 562    | 1.301  | 1.956  | 3.054  | 6.132  |
| Spangsbjerg og Gjesing by i Brøndum Kommune | -      | -      | -      | -      | 1.892  |
| Esbjerg med forstæder                       | 43.803 | 49.506 | 52.877 | 58.225 | 63.906 |

Udviklingen bevirkede, at der i begyndelsen af 1960-erne nedsatte et byudviklingsudvalg for Esbjerg-egnen, som også omfattede de omgivende sognekommuner, herunder Fanø.

## Geografi
I området i og omkring Esbjerg ligger flere naturområder. Vadehavet går helt fra Esbjerg til det nordlige Holland. Derudover er der fuglesøen ved Sneum Sluse og Marbæk-området.

## Politik

### Borgmestre
I 1899, hvor Esbjerg var blevet købstad, fik byen sin første borgmester, Jørgen Lyngbye, der, som tiden dikterede, var valgt ud af fire ansøgere af Christian 9.. Inden da hørte administrationen ind under Jerne-Skads Sogneråd. Her blev den første repræsentant fra Esbjerg valgt ind i 1871. Som følge af Esbjergs store vækst fik byen dog sit eget sogneråd i 1894 og fik status som sognekommune. Jørgen Lyngbye var dog ikke fra Esbjerg med fra Frederiksberg og blev da også borgmester i Helsingør efter endt embede i Esbjerg. Lyngbye var desuden uden for partierne. Efter ham fulgte Knud Holch, der er byens hidtil eneste konservative borgmester. Efterfølgende blev borgmestrene valgt ved afstemning, og byen har været ledet af skiftevis socialdemokratiske og venstre-borgmestre. I perioden fra 1929 til 1993 sad socialdemokraterne på borgmesterposten på nær fem år i 1950'erne med Hans Nissen på posten. Den socialdemokratiske æra blev afløst af Johnny Søtrup, der var borgmester fra 1994 og frem til udgangen af 2017. Den nuværende borgmester er Jesper Frost Rasmussen, der ligesom Johnny Søtrup er fra Venstre.
| - 1898 – 1907: Jørgen Lyngbye - 1907 – 1921: Knud Holch (C) - 1921 – 1925: A.P. Brandholt (A) - 1925 – 1929: Niels Jørgen Jæger (V) - 1929 – 1941: Morten Mortensen (A) | - 1941 – 1942: Rasmus Peder Nielsen Kock (A) - 1942 – 1950: Laurits Høyer-Nielsen (A) - 1950 – 1954: Hans Nissen (V) - 1954 – 1958: Laurits Høyer-Nielsen (A) - 1958 – 1959: Hans Nissen (V) | - 1959 – 1964: Laurits Høyer-Nielsen (A) - 1964 – 1979: Henning Rasmussen (A) - 1979 – 1989: Alfred Kristian Nielsen (A) - 1990 – 1993: Flemming Bay-Jensen (A) - 1994 – 2017: Johnny Søtrup (V) - 2018 – : Jesper Frost Rasmussen (V) |  |

## Byvåben
Esbjerg byvåben daterer sig til 1903, hvor det erstattede det uofficielle våben, der var blevet tegnet før byen blev købstad. Det gamle byvåben fra 1892 kan stadig ses ved Esbjerg gamle Ting- og Arresthus. Det nuværende byvåben, som også er Esbjerg ny kommunes våben er et lindetræ og to ankre i sølv på en blå baggrund. Træet er taget fra herredsvåbenet for Skads Herred, som kendes tilbage til 1584. Våbnet blev lavet i forbindelse med åbningen af Esbjerg banegård i 1904.

## Venskabsbyer
Esbjerg har haft venskabsbyer siden 1948, hvor formålet var social og kulturel udveksling, men siden da er også udveksling af erfaringer og økonomisk samarbejde blevet en vigtig del. Kommunalreformen 2007 førte også ændringer med sig, da Esbjerg kommune da blev sammenlagt med Bramming og Ribe kommuner. I dag har Esbjerg kommune følgende venskabsbyer:
- - Eskilstuna (Sverige)
- - Fjardabyggd (Island)
- - Jyväskylä (Finland
- - Sukkertoppen (Maniitsoq) (Grønland)
- - Stavanger (Norge)
- - Suzhou (Kina)
- - Stettin (Polen)
- - Tórshavn (Færøerne)

## Erhverv
Om noget er byen Esbjerg knyttet til Esbjerg Havn, der er årsagen til, at byen gik fra at være ingenting i 1868 til at være Danmarks femtestørste i dag. Fiskeriet har tidligere haft en meget stor betydning for havnen og byen, men de senere år har havnearealerne skiftet funktion fra losning af fisk til lastning af dele til offshore-aktiviteter. Vindmøllerne fylder i den sammenhæng rigtigt meget. Omkring havnen findes også faciliteterne for blandt andet Maersk Olie og Gas, samt en række andre offshore-virksomheder, der understøtter olie- og gasproduktionen i Nordsøen.
Med havnen som drivende faktor er der i Esbjerg-området ca. 11.000 arbejdspladser inden for olie og gas og ca. 2.500 inden for alt lige fra design til installation og service af havvindmølleparker. Så alle aspekter af de største energiformer på havet er dækket ind af virksomheder i Esbjerg-området. Byen har over 1.000 rådgivende ingeniører med speciale i energi, og på uddannelsesområdet vokser antallet af bachelor- og kandidatuddannelser med fokus på både fossile og vedvarende energiformer.
Havnen bliver herudover stadig benyttet til godstransport primært via containere.
Flere store virksomheder som Hjem-Is og Danish Crown har lukket deres aktiviteter i byen de seneste år, og ligeledes har Vestfrost flyttet sin produktion. Af andre store virksomheder kan følgende nævnes:
- Blue Water Shipping
- Viking Life Saving Equipment
- TripleNine Fish Protein a.m.b.a. (999)
- Cocio - chokolademælk
- Semco Maritime A/S - offshore-industri
- Claus Sørensen Gruppen - frysehuse til fiskeindustrien
- C & D Foods A/S
- Esbjerg Mejeri - kendt for Matilde kakaomælk

Fra 1916 til 1991 eksisterede Esbjerg Bank. Den blev fusioneret med Varde Bank.

## Transport og infrastruktur

### Bus
Sydtrafik driver 15 bybuslinjer i Esbjerg, der dækker store dele af byen. A- og B busser opererer med halvtimesdrift dele af døgnet; ellers kører de fleste én gang i timen.
Alle busser på nær linje 15 stopper ved Esbjerg bybusterminal ved Esbjerg station. Linje 7C har endestation ved Esbjerg Lufthavn. Rute 144 og 944X kører mellem Esbjerg bybusterminal og Billund Lufthavn.

### Tog
Esbjerg indeholder stationerne Esbjerg station, Spangsbjerg station, Gjesing station og Jerne station, med Guldager station liggende relativt tæt på.
Fra Esbjerg Station går både InterCityLyn og InterCitytog til København og Københavns Lufthavn. Der går også regionaltog til Aarhus og Vejle. Forbindelse med Arriva til Nibøl, Skjern og med Vestbanen til Nørre Nebel.
Fra Spangsbjerg og Gjesing station går tog mod Skjern og Nørre Nebel, mens der fra Jerne station går tog mod Ribe, Tønder og Nibøl.

### Skib
Fra Esbjerg sejler rederiet DFDS's fragtskibe 5-6 ugentlige afgange til Immingham i midt-England. Disse medtager kun et begrænset antal passagerer, da de engelske myndigheder kræver, at man transporterer fragt for at kunne indrejse i denne havn. Tidligere sejlede et moderne ro-pax-skib med plads til mere end 600 passagerer til Harwich (Parkeston Quay) i syd-England. Denne rute ophørte pr. 30/9-2014.
Der er færgeforbindelse til den nærliggende vadehavsø, Fanø. Man kan desuden komme på havnerundfart eller opleve sæler på nærmeste hold med udflugtsbåde.

### Fly
Esbjerg Lufthavn ligger under 10 kilometer fra Esbjerg og har flyafgange til Stavanger, Aberdeen og Humberside.
Billund Lufthavn ligger over 60 kilometer fra Esbjerg og er Jyllands største lufthavn. Den har væsentligt flere destinationer end Esbjerg Lufthavn, og er derfor mere benyttet i Vestjylland.

## Demografi
Indbyggertallet i Esbjerg har siden 1870 vokset hurtigt fra knap 500 indbyggere til cirka 70.000 i 1970. Siden 1970'erne er befolkningstallet stabilt omkring 71.000. Det toppede i år 2000, hvor indbyggertallet var på 73.412.

## Kultur

### Attraktioner og seværdigheder
Esbjerg har en række museer heriblandt Esbjerg Fiskeri- og Søfartsmuseum, Esbjerg Kunstmuseum, Esbjerg Museum, Bogtrykmuseet, Esbjerg Byhistoriske Arkiv, Historisk Samling fra Besættelsestiden og Esbjerg Spejdermuseum.
Motorfyrskib nr. 1 er et fyrskib bygget i 1914, som var i brug helt frem til 1988 og er i dag åbent for turister.
På Natur- og kulturformidlingscentret Myrthuegård formidles naturen ved Varde Ådal og fugle i Vadehavsområdet.
Byen er særlig berømt for skulpturen Mennesket ved Havet, der er skabt af Svend Wiig Hansen, men også lysskulpturen Stjernedrys er nævneværdig.

### Musik
Esbjerg har et rigt musikliv, og på de to store spillesteder Musikhuset Esbjerg og Tobakken bliver der afholdt koncerter med både danske og internationale navne. I forbindelse med Esbjerg Festuge bliver der afholdt koncerter på Torvet, og en anden årlig tilbagevendende kulturbegivenhed er Esbjerg Rock Festival, der er blevet afholdt siden 1991.
Byen huser den ene afdeling af Syddansk Musikkonservatorium samt Esbjerg Ensemble, der spiller klassisk kammermusik.
Derudover findes cirkus-teater og kulturhuset Fugl Føniks, Esbjerg Børne- og Ungdomsteater og Ungdomskulturhuset Konfus.
Esbjerg Kulturskole tilbyder uddannelse inden for musik, og i 1988 blev Esbjerg Amatør Orkester etableret. Orkestret har omkring 40 medlemmer.

### Bygningsværker
- Det gamle Ting- og Arresthus
- Det lille kapel
- Esbjergværket
- Esbjerg Vandtårn
- Sankt Nikolaj Kirke
- Sædden Kirke
- Jerne Kirke
- Maritimt Center, designet af Snøhetta (no) og WERK

## Sport
Fodboldklubben Esbjerg forenede Boldklubber spiller pr. 2016 i Superligaen. Hjemmekampene spilles på Blue Water Arena. Desuden har EfB Ishockey (nu videreført i Esbjerg Energy) også stor succes, og har således vundet Superisligaen adskillige gange. De spiller på Granly Hockey Arena.
Esbjergs største idrætsklub er Esbjerg Svømmeklub, der med mere end 2000 medlemmer har formået at gøre sig bemærket både nationalt og internationalt. Klubben har stolte traditioner og har bl.a. fosteret verdensmesteren Jacob Carstensen og den 5-dobbelte OL-deltager Mette Jacobsen. Klubben har siden 1996 haft gode faciliteter i form af Svømmestadion Danmark.
I 2016 åbnede GAME StreetMekka en afdeling i Esbjerg med faciliteter til forskellige former for gadeidræt og gadekultur.
Fra 1978-2008 blev North Sea-mesterskabet afholdt i Esbjerg.

## Årets by

### 1997
Esbjerg blev i 1997 kåret som "Årets By", fordi der hersker et unikt samarbejde mellem private og offentlige virksomheder, som blandt andet resulterede i opførelsen af Musikhuset, Svend Wiig Hansens statue "Mennesket ved havet" og ombygningen fra elværk til musikkonservatorium.

### 2006
Esbjerg blev kåret som "Årets By" i 2006 på grund af "byens samlede arbejde med unge talenter inden for idræt, musik og billedkunst". Særligt nævneværdigt er projektet med eliteidrætsklasserne på Vestervangskolen. Projektet går i al sin enkelthed ud på, at eliteidræts udøvere på 7.-10. klassetrin får mulighed for at kombinere eliteidræt og skolegang på en forsvarlig måde.

## Uddannelse
Esbjerg arbejder på at blive en mere attraktiv studieby, hvilket har med ført et stærkt samarbejde mellem lokale virksomheder og Esbjerg Kommune i Education Esbjerg fra januar 2020, hvor både borgmester Jesper Frost Rasmussen og byrådsmedlem Sarah Nørris er repræsenteret i bestyrelsen. Education Esbjerg er da også ledet af tidligere mangeårige rektor på Esbjerg Gymnasium Erling Petersson. Esbjerg som attraktiv studieby er et led i en satsning på at trække flere borgere og kvalificeret arbejdskraft til byen.

### Universiteter, professionshøjskole og erhvervsakademi
- Syddansk Universitet Esbjerg (tilbyder især merkantile uddannelser, sociologi og idræt & sundhed)[59]
- Aalborg Universitet Esbjerg (udbyder især ingeniøruddannelser)[60]
- University College Syddanmark (tilbyder 12 velfærdsuddannelser)[61]
- Erhvervsakademi Vest

### Gymnasier
- Esbjerg Gymnasium og HF
- Rybners - fusion mellem Esbjerg Handelsskole og Esbjerg Statsskole, Rybners Gymnasium og senere EUC Vest og Esbjerg Tekniske Gymnasium

### Andre uddannelser
Udover disse findes der følgende skoler og uddannelser:
| - AMU-Vest - Danmarks Pædagogiske Universitet - Ergoterapeutuddannelsen i Esbjerg - Esbjerg Business Academy - Esbjerg Højskole - Fysioterapeutuddannelsen i Esbjerg - Maritimt Uddannelsescenter Vest - Ribe Amts Sygeplejeskole | - Seminariet i Esbjerg - Sløjdhøjskolen i Esbjerg - Den Sociale Højskole i Esbjerg - Social- og Sundhedsskolen i Ribe Amt - Syddansk Musikkonservatorium - Teknisk Akademi - Esbjerg - Trafikskolen - VUC Esbjerg |